# Conferencia de las Naciones Unidas sobre el Cambio Climático de 2018
La Conferencia de las Naciones Unidas sobre Cambio Climático de 2018 fue la 24.ª conferencia de las partes de la Convención Marco de las Naciones Unidas sobre el Cambio Climático (COP24), que fue realizada en Katowice, Polonia, entre el 2 y el 15 de diciembre de 2018. La conferencia incluyó la 14.° reunión de las partes del Protocolo de Kioto (CMP14) y la tercera sesión de la primera reunión de las partes del Acuerdo de París (CMA1-3).
Tras la salida de los Estados Unidos del Acuerdo de París, China tomó un rol principal en la realización de las reuniones preparatorias para la conferencia. Polonia, el país elegido para realizar la COP24, es el país que utiliza más carbón en Europa, especialmente para uso minero y eléctrico.
La conferencia estableció reglas para la implementación del Acuerdo de París, que entrará en vigor en 2020.